# Xuanwu Hu
Xuanwu Hu (kinesiska: 玄武湖) är en sjö i Kina. Den ligger i provinsen Jiangsu, i den östra delen av landet, nära eller i provinshuvudstaden Nanjing. Arean är 4,4 kvadratkilometer. Runt Xuanwu Hu är det i huvudsak tätbebyggt.
Genomsnittlig årsnederbörd är 1 291 millimeter. Den regnigaste månaden är juli, med i genomsnitt 289 mm nederbörd, och den torraste är december, med 32 mm nederbörd.